# الشعرة (بني ادريس)
الشعرة هو دُوَّار يقع بجماعة بو جديان، إقليم العرائش، جهة طنجة تطوان الحسيمة في المملكة المغربية. ينتمي الدوّار لمشيخة بني ادريس التي تضم 14 دوار. يقدر عدد سكانه بـ 232 نسمة حسب الإحصاء الرسمي للسكان والسكنى لسنة 2004.

## روابط خارجية
- البوابة الوطنية للجماعات الترابية
- المندوبية السامية للتخطيط